# Elsa Öhrn
Elsa Öhrn   (Suècia, 22 de març de 2003) és una actriu sueca.
La carrera d'actriu d'Öhrn va començar l'agost del 2020 amb la seva aparició a la pel·lícula Berts dagbok. La seva primera gran oportunitat va arribar l'any següent amb un paper entre el repartiment principal a Vinterviken. El 2023, es va saber que actuava a Ett sista race.

## Filmografia
- Berts dagbok (2020)
- Vinterviken (2021)
- Ett sista race (2023)